# Birney
Birney albo Birney Safety Car to rodzaj wagonu tramwajowego produkowanego w drugiej dekadzie i w latach dwudziestych dwudziestego wieku. Projekt wagonu był mały i lekki i miał być gospodarczym środkiem zapewniającym dużą częstotliwość kosztem niższej infrastruktury i ekonomiki pracy niż konwencjonalne tramwaje. Produkcja wagonów Birney trwała od 1915 do 1930 roku, przeszło 6000 oryginalnych tramwajów wyposażonych zostało w jeden wózek jezdniowy.

## Wynalazek
Tramwaj Birney (1915) był wspólnym wynalazkiem Charlesa O. Birneya i Josepha M. Bosenbury'ego (patent został wydany w roku 1917 i 1919, połowę przypisano Birneyowi, patrz Brill strona 140). Birney był inżynierem z kancelarii Stone & Webster, operatora wielu systemów wózków jezdniowych w Stanach Zjednoczonych w pierwszej połowie dwudziestego wieku. Projekt nazwano Safety Car i stał się znany jako Safety Car Birney i ostatecznie po prostu jako wagon Birney.          
Birneys były małe i lekkie, o jedną trzecią lżejsze od konwencjonalnych wagonów tramwajowych z tych czasów; były chropowate, miały znormalizowaną konstrukcję; masowo produkowane i tanio budowane. Wyposażone w bliźniacze silniki, dzięki którym mogły szybko przyspieszać. Wagony Birney miały średnio około 28 stóp (8,5 metra) i zazwyczaj posiadały miejsca siedzące dla trzydziestu dwóch osób.
Największym producentem wagonów Birney Safety Car był American Car Company, spółka zależna od J. G. Brill Company, lecz kilka innych firm również produkowało wagony typu Birney.